# Гапон Юрій Якович
Юрій Якович Гапо́н (12 квітня 1912, Нові Санжари — вересень 1986, Львів) — український радянський графік і педагог.

## Біографія
Народився 12 квітня 1912 року в селі Нових Санжарах (нині селище Полтавського району Полтавської області України). Упродовж 1930—1932 років навчався у Київському художньому інституті; у 1933—1934 роках — у Харківському художньому інституті. З 1934 року співпрацював із видавництвами та періодичними виданнями Москви, Києва, Харкова, Львова.
1939 року у Харкові закінчив Український поліграфічний інститут, де навчався у Василя Касіяна, Антона Середи. Протягом 1939—1941 років обіймав посаду завідувача художньо-графічного бюро 1-ї зразкової типографії у Москві. Під час німецько-радянської війни у 1943—1945 роках працював художником наглядної агітації і пропаганди у військових частинах Другого українського фронту.
У 1946 році працював художнім редактором Львівського книжково-журнального видавництва, опісля — в Українському поліграфічному інституті у Львові, де у 1962—1975 роках завідував кафедрою художньо-технічного оформлення друкованої продукції. Серед учнів: Буглак Володимир Андрійович, Дем'ян Микола Михайлович, Добролежа Микола Тимофійович, Калиш Роман Іванович, Козак Олег Михайлович, Колесниченко Віталій Семенович, Костогриз Володимир Миколайович, Лекалов Рудольф Миколайович, Лихоносов Володимир Васильович, Мельник Ярослав Миколайович, Мороз Петро Микитович, Нікітін Леонід Степанович, Нікітін Михайло Іванович, Овчинников Володимир Степанович, Онусайтіс Володимир Юрійович, Ситник Петро Федорович, Яроменок Юрій Іванович. Помер у Львові у вересні 1986 року.

## Творчість
Працював у галузях книжкової графіки, плаката. Серед робіт:
- плакат «Здійснюй туристичні екскурсії рідною країною» (1935);
- оформленя книг «Стара фортеця» Володимира Бєляєва (Київ, 1947), «На орбіту щастя» Василя Колодія (Львів, 1963) та іші;
- шаржі «Петро Панч», «Степан Олійник», «Дмитро Павличко», «Ірина Вільде», «Микола Далекий», «Григорій Тютюнник» (опубліковані у журналі «Жовтень», 1960, № 11, 12).

Брав участь в обласних, республіканських, всесоюзних мистецьких виставках з 1937 року.